# Yacimiento arqueológico de San Esteban
El Conjunto Arqueológico de San Esteban, también conocido como Complejo palatino y barrio andalusí de San Esteban, es una parte del yacimiento arqueológico urbano de época andalusí formado por la ciudad de Murcia, desarrollado principalmente entre los siglos XII y XIII. Está situado en el barrio de San Miguel de la ciudad de Murcia, Región de Murcia, España. Anteriormente denominado Arrabal de la Arrixaca Vieja (o del Norte). Actualmente en pleno centro financiero y social de la capital murciana, en el solar que ocupaba el antiguo jardín de San Esteban y junto al edificio emblemático del Palacio de San Esteban, sede de la presidencia de la Región de Murcia. Se trata, según los expertos, del entramado urbano en una ciudad árabe medieval, más importante de Europa, cuyo estudio, está permitiendo documentar la evolución de este espacio urbano desde época islámica hasta la actualidad, para dar un nuevo enfoque dentro de la arqueología medieval de época andalusí en España.

## Hallazgos arqueológicos
El hallazgo arqueológico corresponde fundamentalmente a la estructura del barrio islámico del siglo XIII, con algunos elementos visibles pertenecientes al siglo XII, e incluso posiblemente de finales del siglo XI. Estos restos son de gran interés histórico, aunque el proceso de excavación se encuentra inconcluso y todavía faltan datos arqueológicos para su evaluación definitiva.
Dentro del conjunto arqueológico nos encontramos en uno de los antiguos arrabales de época medieval de la ciudad, el conocido como Arrabal de la Arrixaca Vieja (o del Norte). La imagen de este arrabal que nos transmiten las fuentes es la de un espacio ocupado por almunias (residencias campestres, a veces verdaderos palacios, situados a las afueras de la ciudad. No eran sólo grandes fincas de recreo rodeadas de extensos jardines bien irrigados, sino también importantes explotaciones agrícolas o ganaderas que producían cuantiosos beneficios al propietario.), palacios y jardines. Con la conquista cristiana, debió de cambiar rápidamente su fisonomía al trasladarse al arrabal población musulmana y ocuparse con población cristiana la antigua medina.

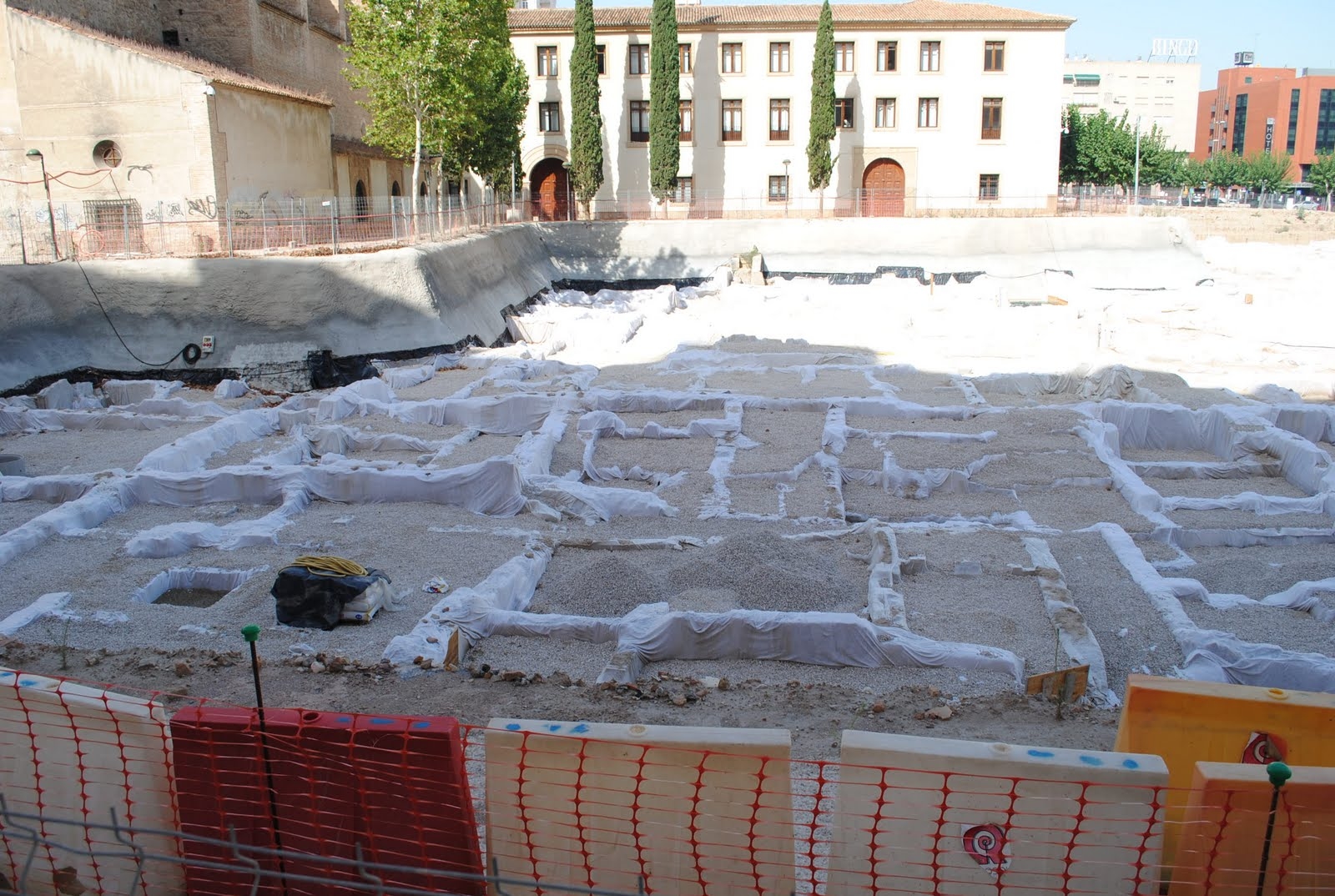
Vista del conjunto, septiembre de 2010, tras la limpieza y conservación de todas las superficies y estructuras del conjunto.

La excavación arqueológica ha cambiado ligeramente esta imagen previa que teníamos por las fuentes. Al parecer, el inicio de la presión demográfica en el arrabal de la Arrixaca se remonta, al menos, al siglo XII, y a partir de entonces se produciría una progresiva ocupación del espacio a partir de la muralla de la medina (ubicada en la calle Santa Teresa) y de sus principales vías de salida, y se levantarían determinados centros políticos o residenciales. Las excavaciones realizadas en el pasado en el Palacio de San Esteban permitían intuir bajo éste la existencia de un palacio de época islámica. Este palacio habría generado a su vez la proliferación de espacios urbanos en su entorno inmediato, que son los que han salido a la luz en las excavaciones del jardín de San Esteban.
El entramado urbano de Murcia nos es bien conocido por las excavaciones que en las últimas dos décadas han ido documentando la totalidad de los solares afectados por la renovación urbana. Lo mismo que hallamos en San Esteban existe bajo la totalidad de la ciudad de Murcia y está siendo estudiado sistemáticamente. 
Analizadas de forma individual y desde un punto de vista meramente arquitectónico, las viviendas documentadas en la excavación presentan un nivel de calidad constructiva medio-bajo dentro de lo que es habitual en los solares excavados del casco urbano de Murcia. Lo que da una mayor fuerza a los restos hallados en este lugar es la posibilidad de tener una visión de conjunto de un espacio urbano de amplias dimensiones.

### La observación del conjunto
El hecho de contar con un espacio libre a priori, permitió una ordenación urbana con calles de proporciones y características destacadas dentro de lo que conocemos a nivel global de la ciudad de Murcia. Esta estructura urbana, como es habitual en la medina islámica, presenta una clara infraestructura y ordenación de desagües conectada a un sistema público de “alcantarillado”. Este aspecto se perdería con la conquista cristiana de la ciudad, y Murcia no recuperaría infraestructura pública y jerarquizada de desagüe y salida de aguas residuales hasta bien avanzado el siglo XX.

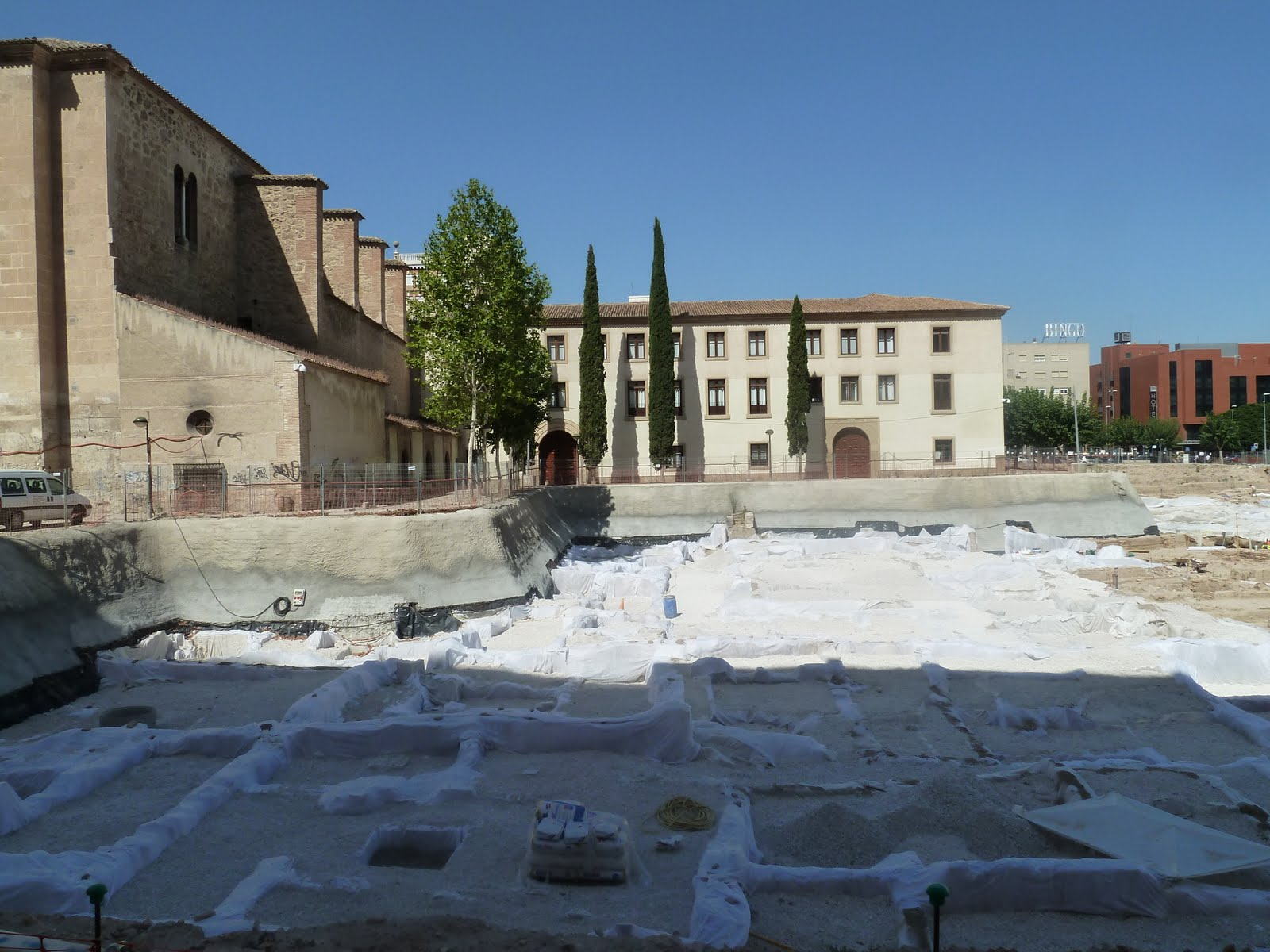
Vista de los restos arqueológicos tras las acciones de conservación en 2010.

Pese a la modestia de los materiales de construcción, las plantas de las casas son reflejo de los modelos característicos islámicos, con patios centrales ajardinados, la estancia principal situada al Norte y la entrada acodada desde la calle para reforzar la intimidad del interior de la vivienda. Esto les confiere un valor tipológico, ya que sirven como muestra de la articulación de una vivienda tradicional islámica murciana del siglo XII-XIII, heredera de la mejor tradición clásica y mediterránea.
Recintos palaciales: Si bien no se trata de palacios como tales, como puede deducirse de una comparación con un palacio como el de Santa Clara, estas viviendas son de grandes proporciones y, por tanto, corresponderían a una clase acomodada, posiblemente de altos funcionarios relacionados con el palacio que sí se ubicaría bajo el actual Palacio de San Esteban. En algún caso puede pensarse, por sus paralelos tipológicos, en su relación con otro tipo de edificios públicos, tales como un funduk (posada) o una madrasa (escuela).
Junto a las viviendas, resulta destacable la existencia de un sector de carácter religioso, ubicado en el extremo noroeste del área en excavación, con una zona de necrópolis y quizá un oratorio o pequeña mezquita relacionable con el barrio de finales del siglo XIII.

## Contexto histórico
En 1147 a Abeniyad y se declaró vasallo de Alfonso VII de Castilla para poder frenar los embates almohades. Este guerrero y agricultor, curtido al sol mediterráneo e investido de una fuerza explosiva y una energía arrolladora, fue capaz de gobernar grandes extensiones del enorme territorio de al-Ándalus desde la propia Murcia y, en un período tan convulso, lo hizo durante un cuarto de siglo.
El hallazgo de estos restos de época islámica en pleno centro de Murcia supone todo un hito para la ciudad, ya que revela la existencia de una trama urbana de los siglos XII y XIII en una zona cuya población se creía dispersa, exterior a los muros de la antigua medina murciana. Esta extensa trama conserva su sistema de evacuación de residuos y alzados de muros de baja altura en las distintas edificaciones, lo que permitirá estudiar detalladamente el trazado y la estructura de las calles y viviendas que forman la totalidad del conjunto.
En aquel momento, la ciudad de Murcia se erigía como una medina importante, gracias a la gran muralla de protección que la resguardaba de posibles ataques y riadas, y de la mano del gran monarca Ibn Mardanish, más conocido como el Rey Lobo por las crónicas cristianas de la época. En la persona de este rey se sumaban la capacidad de mando, el poder y la confianza de sus propios soldados, entre los que se contaban algunos mercenarios cristianos. Dando fin a las amenazas procedentes de sus rivales 'almohades', el rey Ibn Mardanish había hecho que la zona quedase relativamente pacificada, y esto permitió que, durante su reinado (1147-1172), Murcia fuera conocida como una ciudad próspera y poderosa.

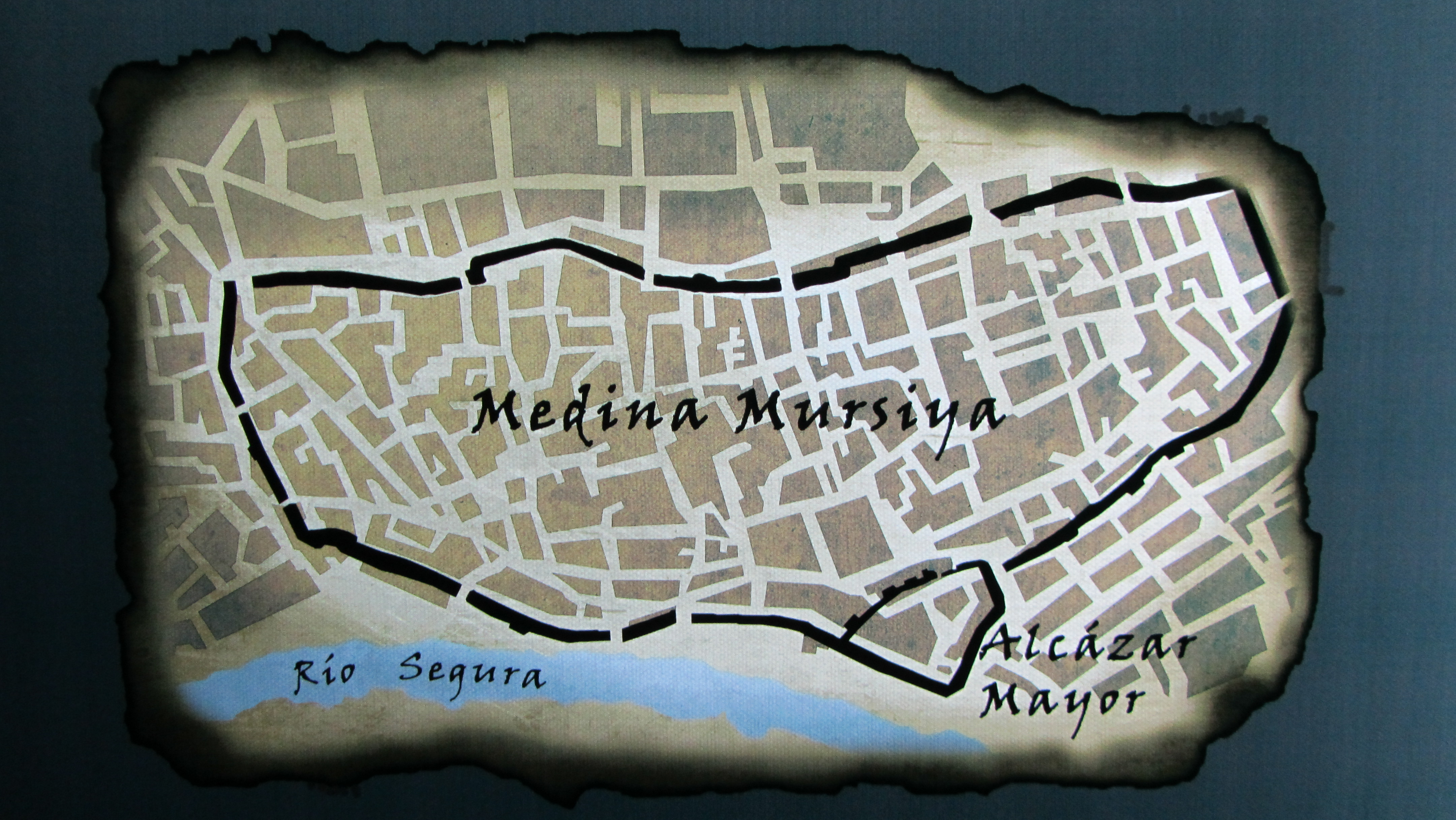
Plano urbano de Medina Mursiya con el trazado de la muralla árabe, en su interior, el Alcázar Mayor y los arrabales.

La defensa de la urbe se vio reforzada por la construcción de una muralla de gran altura (más de quince metros) que contaba con noventa y dos torres de vigilancia distribuidas por todo su perímetro, y con una antemuralla con saeteras. Ambos muros -muralla y antemuralla- estaban separados por una barbacana para los soldados, y formaban una fortaleza defensiva prácticamente inexpugnable. La muralla se extendía por la actual calle El Cigarral, al este; Cánovas del Castillo y Glorieta de España, al sur; calle Sagasta por el oeste; y por el norte, hacia Santa Teresa y Doctor Fleming. Entre las puertas de entrada distribuidas a lo largo del conjunto amurallado destacaban la Puerta de Orihuela (en funcionamiento hasta el siglo XIX), la Puerta del Toro o la Puerta del Zoco.
Al ser una de las principales medinas de Al-Andalus, Murcia contaba con una extensa red de mezquitas, la principal de las cuales (denominada Aljama o Mayor) era el lugar de culto más importante de la ciudad. La mezquita Mayor sirvió como base para la actual Catedral de Murcia, del mismo modo que algunas de las mezquitas menores fueron reconvertidas en iglesias como San Juan de Dios, La Merced, San Pedro o San Miguel, entre otras.
Los centros que albergaban el poder administrativo y militar del rey musulmán se concentraban en el conjunto palatino del Alcázar Mayor, situado cerca de la mezquita Aljama y próximo al río Segura. El conjunto se completaba con un oratorio de uso real que, en el siglo XIII, se convertiría en la primera iglesia cristiana de la ciudad de Murcia, la Iglesia de Santa María (San Juan de Dios en la actualidad).
La residencia privada para descanso del rey musulmán era el Alcázar Menor, un palacio con estructura típica islámica (esto es, con alberca en el patio interior y dos crujías de habitaciones en los extremos de la construcción). Situada extramuros, esta residencia se incorporaba a uno de los arrabales (barrios que se construían fuera de la muralla) que extendieron los lindes de la medina, sobre todo a partir del siglo XII. En Murcia, los arrabales más importantes eran la Arrixaca Vieja y la Arrixaca Nueva. Las zonas ajardinadas dominaban la Arrixaca Nueva, al norte, mientras la Arrixaca Vieja, al oeste, presentaba una gran concentración de talleres artesanales, con especial presencia de alfarerías desde fechas muy antiguas.
.

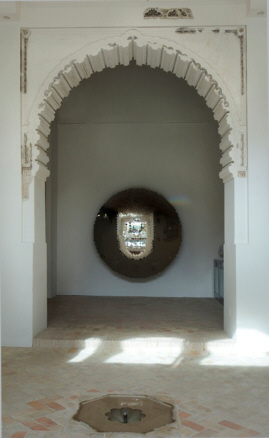
Portada del salón norte del Alcázar Seguir, residencia de Ibn Hud, en el actual Monasterio de Santa Clara la Real, situado a unos 200 metros del complejo.

Pero este concepto de arrabal fue cambiando con el paso del tiempo, mientras el poder de la ciudad disminuía al estar desprovisto de un liderazgo fuerte, tras la caída de Ibn Mardanish, el Rey Lobo. Esta situación se prolongó hasta el primer tercio del siglo XIII, momento en que surgió la figura del rey Ibn Hud, personaje de gran importancia para la historia de Murcia. Este rey logró reprimir las incursiones enemigas y unificar bajo un mismo poder todos los territorios islámicos del sur de la península. Durante las épocas de Ibn Mardanish (mitad del siglo XII) e Ibn Hud (1228-1238), la medina murciana experimentó un gran crecimiento demográfico dentro de sus límites amurallados, y muchos ciudadanos pasaron a construir sus viviendas en los arrabales, también defendidos por un muro que les protegía tanto del invasor como de los habituales desbordamientos del río Segura. Este incremento demográfico se relacionaría en parte con la llegada a Murcia de muchos refugiados musulmanes procedentes de territorios del Norte, que huían de las conquistas cristianas, así como de población que huía de la presión almohade. Ibn Hud fue asesinado en Almería por sus enemigos poco antes de la llegada de los conquistadores cristianos, y la ciudad volvió a carecer de una figura importante que los guiara; por ello, el miedo a una posible conquista por parte de las tropas aragonesas de Jaime I y de las musulmanas granadinas de Muhammad I hizo que se pactara un acuerdo con el Reino de Castilla, el Tratado de Alcaraz, en 1243. Las condiciones firmadas con el Infante Alfonso, heredero del trono castellano por su padre Fernando III de Castilla (el Santo), fueron claras: la población musulmana podría conservar sus viviendas y su credo, siempre y cuando se pagara un tributo anual a las arcas castellanas, y el poder administrativo de la ciudad quedase en manos de los cristianos. De esta forma, por ejemplo, el Alcázar Mayor pasaría a ser desde entonces residencia del rey cristiano.

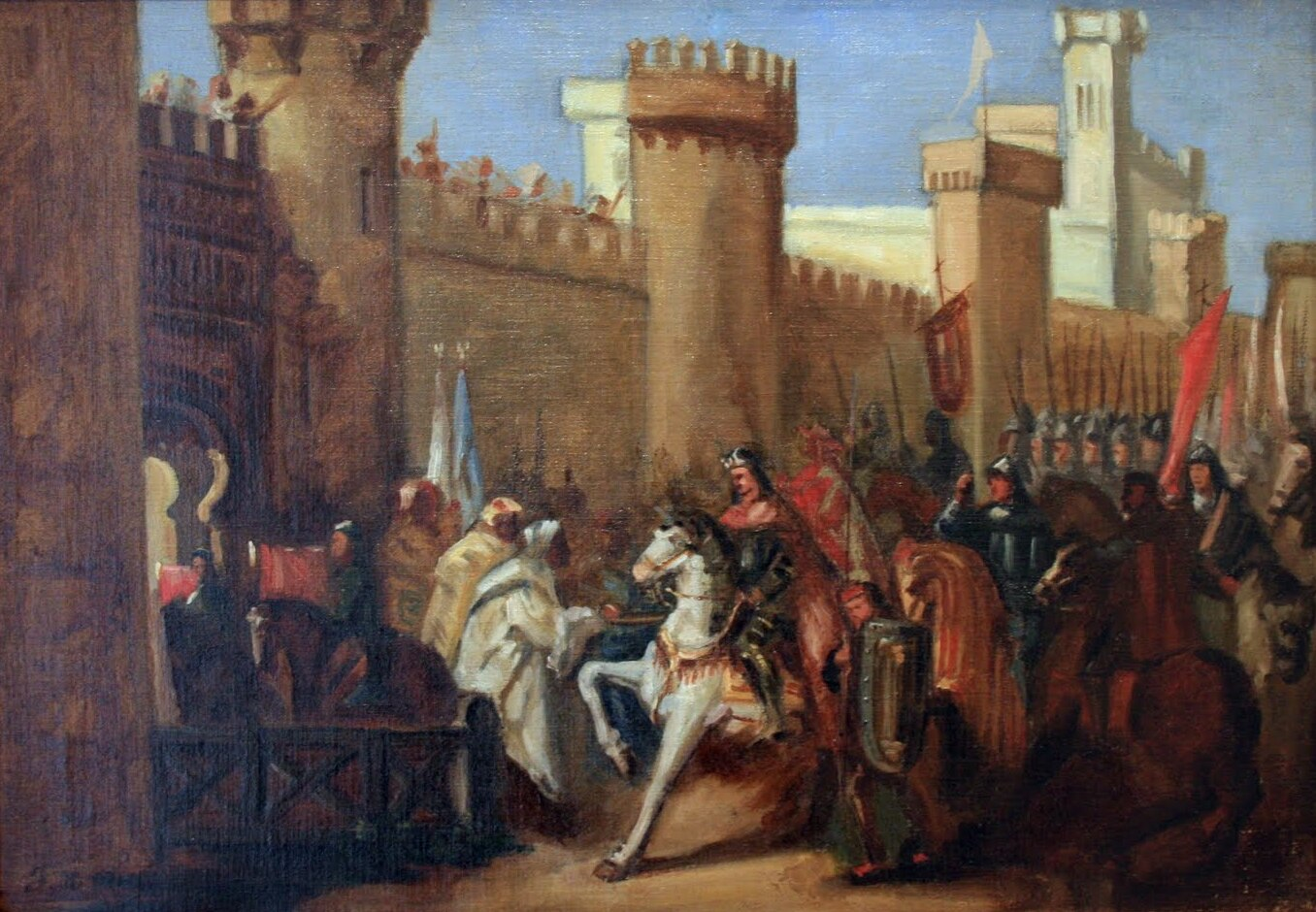
Pintura alusiva a la entrada de Jaime I en Murcia en el año 1266.

La población cristiana llegada desde Castilla construía sus viviendas en los arrabales, y también ocupaba residencias que habían quedado abandonadas por sus dueños, emigrados a lugares dominados aún por el Islam, como el reino de Granada. Poco a poco la situación creada tras el pacto fue variando; en Sevilla, el 30 de mayo de 1252, muere Fernando III, rey de Castilla, y le sucede en el puesto el Infante Alfonso, coronado como Alfonso X, también en Sevilla el 1 de junio de 1252. Bajo su reinado, las leyes van cambiando, y confiriendo más poder a los nobles castellanos que llegaban a Murcia. Los musulmanes, en desacuerdo con los cambios que implicaban una violación de las capitulaciones se sublevaron en 1264 y tomaron la ciudad por las armas, aunque sin líderes sociales claros que supieran rentabilizar la revuelta. Jaime I de Aragón, suegro del rey Alfonso X, el Sabio, realizó un asedio sobre Murcia, acabando con la sublevación, devolviendo a los cristianos el poder sobre la ciudad y castigando a los autores de la revuelta. La primera orden del monarca fue tomar la Mezquita Aljama y convertirla en la nueva Iglesia de Santa María, arrebatando a los musulmanes su lugar de culto; la segunda orden, clave en la historia de este conjunto, fue expulsar a todos los musulmanes de la ciudad de Murcia, es decir, fuera de su muralla. Los musulmanes que aún residían en la ciudad tuvieron que trasladarse a los arrabales, creando lo que se conoce como la morería, y los cristianos pasaron a quedarse con todas las construcciones de la ciudad.

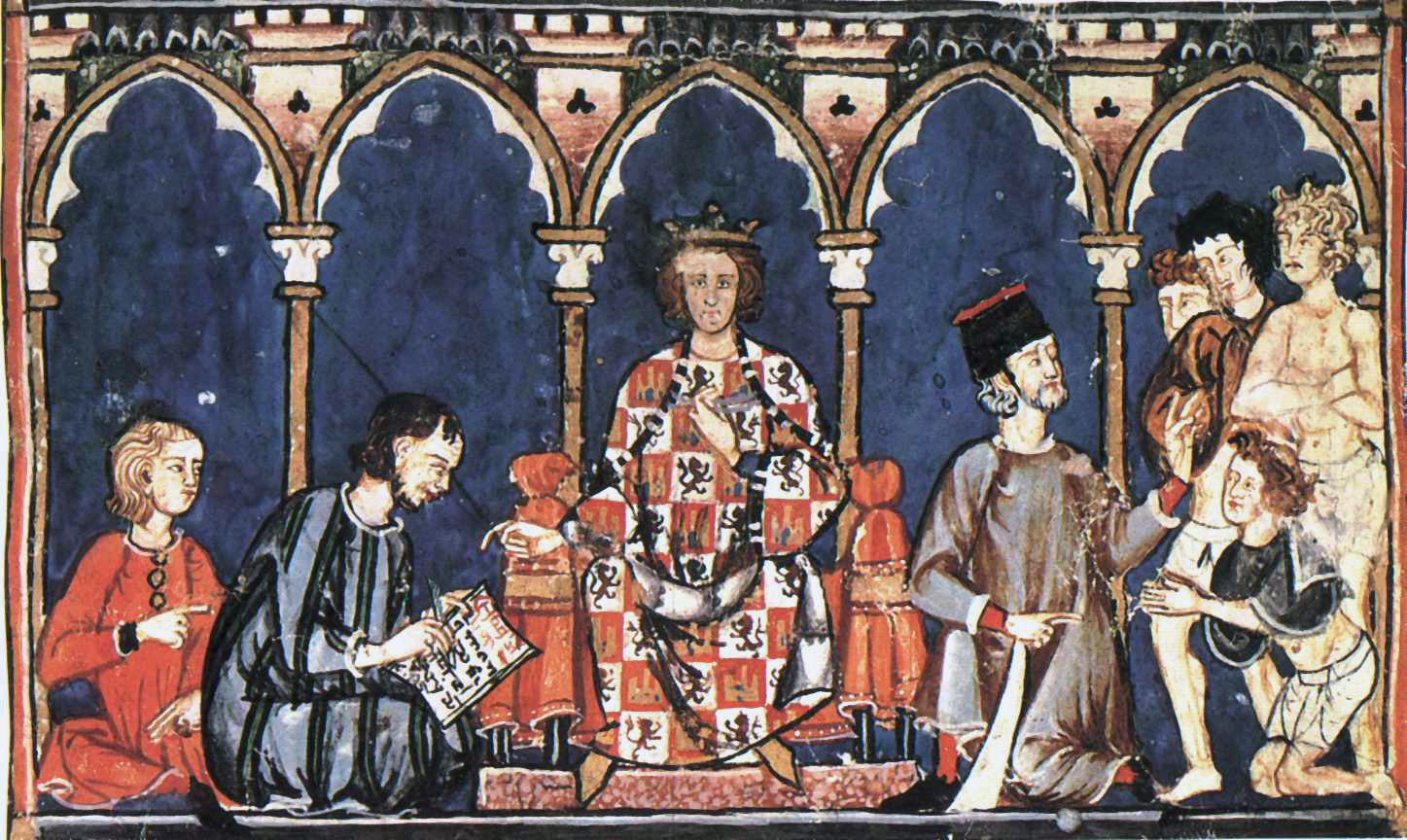
Alfonso X y su corte.

Después de tomar Murcia, Jaime I abrió la calle hoy conocida como Trapería, una vía recta que diera salida desde la mezquita Aljama (Alcázar Mayor) hasta la puerta del norte de la medina (Santo Domingo). En principio, los cristianos deberían situarse al oeste de esta calle, y los musulmanes al este. Sin embargo, se trataba de una solución que dio lugar a grandes problemas de convivencia entre ambas poblaciones étnicas, por lo que, al poco tiempo, Alfonso X decretó que los cristianos quedaran dentro de la muralla principal, y los musulmanes se trasladaran a las Arrixacas. Ordenó que se cerraran las puertas de conexión de la medina con las Arrixacas, que se tapiaran incluso, y que se rompieran los pontones de acceso en caso de que los hubiera. Pretendió conseguir así que ambos grupos étnico-religiosos vivieran con total independencia. Con el transcurso de los siglos, esta medida cayó en desuso, y musulmanes y cristianos acabaron mezclándose, tanto en la medina como en los arrabales. La Judería, por su parte, quedó siempre situada en torno a la zona de Santa Eulalia, especialmente desde la entrada de los Trastamara.
Por lo que respecta a la Arrixaca Nueva o del Norte, poco a poco, y de forma más acusada posiblemente con la expulsión definitiva de los musulmanes, fue quedándose vacía y no volverá a ser poblada densamente hasta siglos posteriores. Uno de los grandes aportaciones de la excavación arqueológica en el jardín de San Esteban está en arrojar luz sobre el proceso de poblamiento y despoblamiento del arrabal de la Arrixaca Norte y su evolución social y funcional a lo largo de la Edad Media y Moderna. Para confirmar el proceso que hemos expuesto, matizarlo o cambiar nuestra perspectiva, debemos seguir investigando. 

## Aparición del complejo

### Descubrimiento
El Ayuntamiento de Murcia promovió la ejecución de un aparcamiento subterráneo en el área ocupada por el jardín de San Esteban. La aparición de un conjunto arqueológico de interés llevó a estudiar y proponer diversas vías de conservación de los restos que iban apareciendo, y llegó a plantearse la posible extracción, consolidación y posterior reubicación del barrio islámico en el mismo lugar, pero al nivel del suelo
El tratamiento de los restos arqueológicos del yacimiento de la ciudad de Murcia se define en el Plan Especial del Conjunto Histórico de Murcia. Es el cumplimiento de este Plan Especial el que ha llevado a realizar, de forma obligada, y por orden de la Dirección General de Bellas Artes y Bienes Culturales del gobierno regional la excavación arqueológica en el jardín de San Esteban, previa a la concesión de licencia para las obras del aparcamiento.
La extensión de los restos conservables a la práctica totalidad del área afectada por el aparcamiento llevó finalmente al Gobierno Regional a descartar la construcción prevista del aparcamiento.
El cambio del proyecto llevó a paralizar las excavaciones arqueológicas, hasta ese momento financiadas por la empresa constructora del aparcamiento y orientadas a este fin, para retomar un nuevo proyecto cuya prioridad sea la conservación y musealización del conjunto arqueológico excavado y por excavar.
La Dirección General procedió a incoar la declaración de los restos arqueológicos localizados en el jardín de San Esteban como Bien de Interés Cultural (BIC), cuyo procedimiento se encuentra actualmente pendiente de los obligados informes de las instituciones consultivas.
En este momento nos hallamos en el período de transición para definir el proyecto definitivo a ejecutar, los pasos a dar hacia el mismo, y la recopilación de todos los datos que permitan afrontar con las mayores garantías la conclusión del proceso de excavación arqueológica; abordar las medidas de consolidación, conservación y restauración de los restos; y definir los elementos, fases y criterios de musealización. Este proceso, a nivel técnico, cuenta con el apoyo de una comisión multidisciplinaria creada a tal efecto por la Dirección General de Bellas Artes y Bienes Culturales.
Esta Comisión de expertos, en palabras del Consejero de Cultura y Turismo, ha sido elegida por "su profesionalidad, prestigio y por el período islámico concreto del que datan los restos". Por el momento, ya que no está cerrada, la lista la forman:
- Antonio Malpica Cuello, catedrático de Historia Medieval del Departamento de Historia Medieval y CC.TT.HH. de la Universidad de Granada.
- Rafael Pardo Prefasi, arquitecto especialista en la restauración de patrimonio.
- Jorge Eiroa, profesor de la Universidad de Murcia especialista en arqueología medieval.
- José María Luzón, catedrático de arqueología de la Complutense.
- Juan Francisco Jiménez Alcázar, director del Centro de Estudios Medievales de la Universidad de Murcia.
- Emilio Estrella, Dr. Ingeniero de Caminos, Canales y Puertos y miembro de la Academia Alfonso X El Sabio, estudioso de la Murcia antigua.
- Carmen Pérez, Directora del Instituto de Restauración de la Comunidad Valenciana.
- Ricardo Mar, profesor de arqueología de la Universidad Rovira y Virgili de Tarragona.[1]

### Movimiento ciudadano

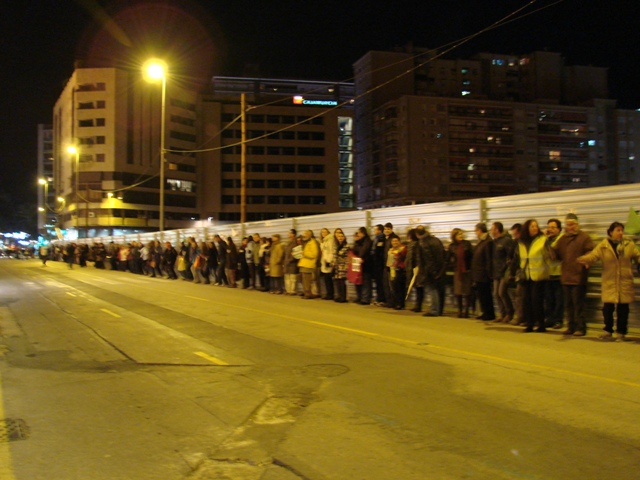
Abrazo al complejo de San Esteban.

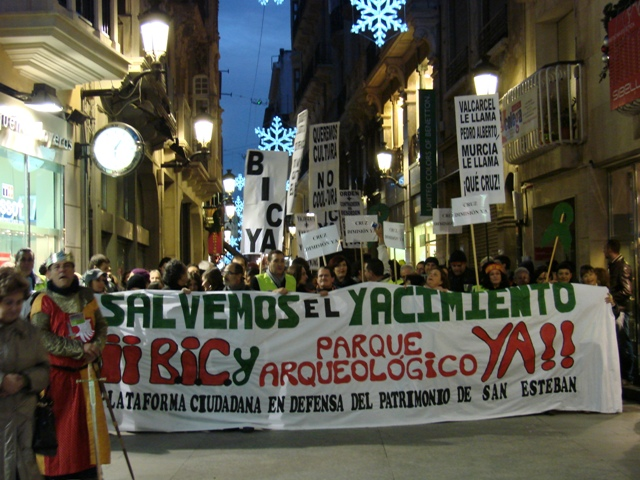
Manifestación del 19 de diciembre de 2009.

El 27/11/2009 concretamente, con motivo de una convocatoria de artistas de Murcia se elaboró un Manifiesto por San Esteban. Sobre 300 personas se concentraron en la Plaza Mayor de Murcia. En esa plaza nadie se conocía excepto unos pocos relacionados con el mundo de los artistas escritores, pintores, etc. 
Lo importante que sucedió fue que tras las intervenciones de la gente a través de la megafonía, gran parte de los concentrados tomaron la decisión de trasladarse al Seprona y denunciar los hechos que estaban ocurriendo en el conjunto, denuncias que continuaron en días sucesivos y que derivaron en la paralización cautelar de las obras de desmonte del complejo arqueológico el 9/12/2009 ordenada por la titular del juzgado número Uno de Murcia.
Desde este día 27/11/2009, derivó una conciencia popular en defensa del conjunto y contraria a la construcción de un aparcamiento subterráneo en San Esteban. Carlos Rodríguez Ibáñez (Concejal socialista en el Ayuntamiento de Cehegín y portavoz del Grupo Municipal Socialista) creó en Facebook un grupo en defensa del complejo bajo el título de "Yacimiento" de San Esteban, donde en breves días contaba con más de 20.000 miembros, prensa, radio y TV se hacían eco de cualquier noticia derivada sobre el conjunto referenciando el grupo en Facebook y la cantidad de seguidores de dicho grupo. A la sazón el profesor Javier García del Toro (Profesor de Prehistoria de la Universidad de Murcia) convocaba reuniones todos los domingos sobre las 17:00h en los aledaños del conjunto para concienciar a la ciudadanía de la importancia del hallazgo arqueológico y antes de finalizar se rodeaba el conjunto en todo su perímetro con los allí presentes en una cadena humana en lo que se denominó Abraza San Esteban. En algunas ocasiones el profesor deleitaba a los presentes con unos dulces morunos preparados por él mismo, algunos de estos dulces poseían efectos afrodisíacos (según hacía saber el propio profesor antes de su ingesta).
El movimiento ciudadano derivó en una plataforma ciudadana llamada Plataforma Ciudadana en defensa del Complejo Arqueológico de San Esteban con el lema Abraza San Esteban. La Plataforma se personaba en diferentes actos públicos de autoridades de la Administración Pública de Murcia ataviados con chalecos y paraguas verdes para recordarles que el complejo se encontraba abandonado y a manos de las inclemencias del tiempo. Miembros de la Plataforma se encadenaron al conjunto, se convocaron concentraciones en los aledaños del complejo y en otras zonas de Murcia para informar del estado de abandono del conjunto arqueológico.
El 19 de diciembre de 2009 se convocó una manifestación (sobre 5.000 personas) iniciada en el Ayuntamiento de Murcia recorriendo las calles de dicha ciudad y con final de recorrido en el complejo arqueológico de San Esteban donde se leyó el Manifiesto por San Esteban

### Futuro del conjunto y musealización
El objetivo y la decisión ya tomada de forma definitiva es la conservación de los restos arqueológicos del jardín de San Esteban en un espacio musealizado, y de visita pública, conformando un recurso cultural de nivel internacional para la ciudad y la Región de Murcia.
Una vez tomada la decisión de no ejecutar el aparcamiento proyectado, las administraciones competentes han ido adoptando las medidas paliativas necesarias que permitieran la mejor conservación posible de los restos exhumados, al tiempo que se definen las vías idóneas de actuación y se redactan y contratan los proyectos a ejecutar. Asimismo, se lleva a cabo un seguimiento de la evolución del estado de los restos, con el fin de prevenir las dos principales amenazas a las que están expuestos: posibles lluvias torrenciales, y fuertes procesos de desecación/deshidratación consecuencia de altas temperaturas.
A lo largo del mes de mayo, financiado por el Ayuntamiento de Murcia, dará inicio un proyecto con un triple objetivo:
- Proteger los restos visibles hasta definir el futuro proyecto de musealización y las fases de excavación arqueológica coherentes con el mismo.

- Abordar una serie de trabajos arqueológicos puntuales con el objeto de conocer mejor lo que se conserva bajo lo actualmente visible, y de documentar exhaustivamente lo que ya ha sido extraído.

- Analizar los materiales constructivos y, a partir de los análisis, realizar ensayos de restauración con procedimientos alternativos, al objeto de definir los procedimientos idóneos de restauración y conservación a aplicar sobre cada uno de los tipos de estructuras: muros de ladrillo, muros de tapial de mortero de argamasa, muros de tierra apisonada, pavimentos de ladrillo o de cal, etc.

La Administración regional, el Ayuntamiento de Murcia y la Fundación CajaMurcia están culminando la creación de una Fundación que asumirá el proceso de estudio, conservación y musealización de los restos arqueológicos del antiguo jardín de San Esteban.
A partir de los datos concluidos en el proyecto que dará inició en el mes de mayo y con los datos procedentes de la memoria de la excavación arqueológica realizada, esta Fundación convocará un concurso internacional de ideas para el anteproyecto de excavación, conservación y musealización de los restos arqueológicos del jardín de San Esteban. El anteproyecto seleccionado y ganador de este concurso determinará los siguientes pasos a dar y las fases de su ejecución.

## Artículos sobre el complejo arqueológico
- Mina de oro (8/12/2009/)
- Yacimiento sí, parking no (10/12/2009)
- Manifiesto (19/12/2009)
- Lista Roja del Patrimonio (12/1/2010/)
- 61 días de abandono (9/2/2010/)
- Exposición sobre el yacimiento (28/4/2010/)
- Visitas guiadas (30/4/2010)
- Cubrición de San Esteban (30/7/2010/)
- Concurso de ideas (8/7/2010/)